# 乔治·德勒吕

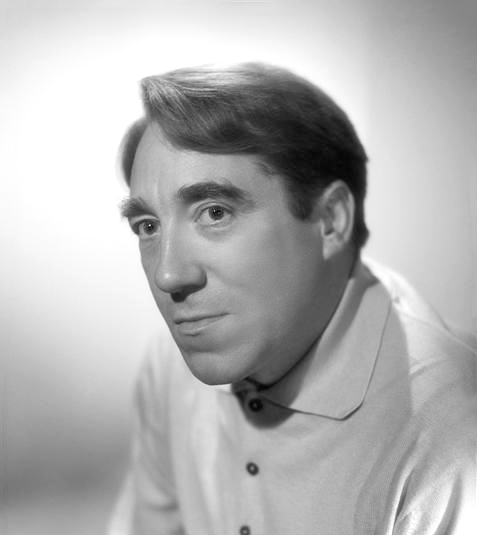
乔治·德勒吕

乔治·德勒吕（1925年3月12日 - 1992年3月20日）是一位法国作曲家，曾获得奥斯卡奖（1980 年）、凯撒电影奖（1979年、1980年、1981年）、美国作曲家、作家和发行商协会奖（1988 年、1990 年）、双子座奖（1987 年）。他還被授予藝術與文學勳章。 